# カンザスシティ・パッカーズ
カンザスシティ・パッカーズ（Kansas City Packers）は、1914年と1915年にミズーリ州カンザスシティを本拠地として、フェデラル・リーグで活動していたプロ野球チーム。

## 球団史
フェデラル・リーグがまだ独立のマイナーリーグとして活動していた1913年に、ケンタッキー州のコヴィントンにあった球団がカンザスシティに本拠地を移したのがチームの始まり。1914年シーズン前に、監督ジョージ・ストヴォールをメジャーの保留条項を犯して獲得し、シーズンに臨んだ。1914年は捕手のテッド・イースターリーが打率.335を記録、他にチェット・チャドボーンやデューク・ケンワーシーらが活躍するも勝ち星は伸びずリーグ6位だった。パッカーズは、後のカブスの本拠地リグレー・フィールド最初のビジターチームとして、シカゴ・ホエールズと球場の開場試合を行った記録もある。
2年目となる1915年の開幕前、チームにはニューアークへの移転の話が持ち上がる。チームも、この年のスプリングトレーニングまでてっきりニューアークへ移転するものと思って準備をしていたそうだが、本拠地のカンザスシティ側が移転を阻止、結果インディアナポリスの球団がニューアークに移ることになった。パッカーズは2年目の1915年もあまり陣容を変えずに臨んだが、前年不調だった投手のニック・カロップが22勝11敗と復調したことなどで、順位を4位まで上げた。同年でフェデラル・リーグが解散した際チームも消滅した。

## 戦績
※順位は勝率による。
| 年度   | リーグ | 試合 | 勝利 | 敗戦 | 勝率 | 順位 | 監督                   | 本拠地                  |
| ------ | ------ | ---- | ---- | ---- | ---- | ---- | ---------------------- | ----------------------- |
| 1914年 | FL     | 154  | 67   | 84   | .444 | 6位  | ジョージ・ストヴォール | Gordon and Koppel Field |
| 1915年 | FL     | 153  | 81   | 72   | .529 | 4位  | ジョージ・ストヴォール | Gordon and Koppel Field |

## 所属した主な選手
- チェット・チャドボーン：メジャー実働5年。1914年の42盗塁はリーグ4位。
- デューク・ケンワーシー：メジャー実働は4年。1914年に打率.317、15本塁打はリーグ2位。
- ジーン・パッカード：投手。通算85勝69敗。1914,1915年に2年連続で20勝を挙げた。

## 主な球団記録
打撃記録
- 通算安打数：294（チェット・チャドボーン）
- 通算本塁打：18（デューク・ケンワーシー）
- 通算打点数：143（デューク・ケンワーシー）
- 通算盗塁数：71（チェット・チャドボーン）

投手記録
- 通算勝利数：40（ジーン・パッカード）
- 通算奪三振：262（ジーン・パッカード）
- 無安打試合：1915年8月16日（マイルズ・メイン）